# Fiscalía (Chiautempan)
Las fiscalías y cofradías son dos tipos de organización comunitaria propias de muchos pueblos indígenas de México. Su origen data de los tiempos coloniales, en los cuales las estructuras de organización social de la época prehispánica se amalgamaron con las traídas por los conquistadores y colonizadores españoles. En este caso se expone la organización de Santa Ana Chiautempan, Tlaxcala.

## Antecedentes prehispánicos de las fiscalías y mayordomías de Chiautempan
Cuando llegaron los españoles a México, intentaron organizar las poblaciones originarias por medio de encomiendas y repúblicas de indios, siguiendo el modelo europeo del municipio. Sin embargo, en la región mesoamericana, las sociedades indígenas tenían una estructura social muy compleja que no pudo ser derribada con facilidad. Por ello, las repúblicas de indios se convirtieron en una estructura mezclada, donde no se puede advertir cuáles son las contribuciones indígenas, y cuáles las españolas.
La organización prehispánica de Chiautempan estaba basada en el modelo dominante de los pueblos nahuas, donde las poblaciones quedaban divididas en calpulli (traducida al español como barrio, pero que en realidad es una unidad territorial basada en el reconocimiento de todos sus habitantes como descendientes de un mismo ancestro divino, y por lo tanto más cercano a la idea de clan) que tenían cada uno un tecuhtli (en náhuatl: señor) o pixcalli (náhuatl: guardián de la casa). Ocupar el puesto de pixcalli del capulli era un gran honor.

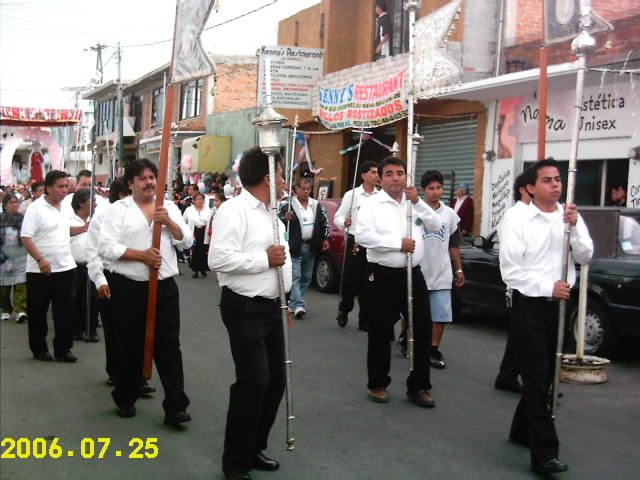
Fiscalía de Santa Ana Chiautempan

Cuando los españoles conquistaron México, la figura del pixcalli calpullec debió desaparecer. Sin embargo, con la introducción de las cofradías (hermandades que tienen por objetivo la organización del culto a los patronos de la comunidad), se traspuso la figura del pixcalli con la nueva del fiscal (cuya denominación quizá es sólo una variación del término náhuatl), cabeza de los grupos religiosos de la comunidad indígena, y con ese sentido se siguió tomando a la llegada de los misioneros y hasta nuestros días.

## Organización de la fiscalía y la mayordomía de Chiautempan

### La fiscalía de una localidad
La Fiscalía es jerárquica, donde cada puesto tiene una función bien definida y una posición de subordinación respecto a los superiores. El fiscal, es la persona que apoya al sacerdote y  orienta a la comunidad para acrecentar su fe, a su vez es el intermediario entre el sacerdote católico y el pueblo. Al mismo tiempo es el lazo de unión y coordinación para todos los servicios y ritos religiosos. Componen la fiscalía empleados mayores y empleados menores. Entre los primeros se encuentran:
- Fiscal: principal, el cual tenía el resguardo del templo.
- Teniente: asistente del fiscal.
- Mayol: encargado de los ornamentos o varas de mando.
- Merino: juez.
- Macuil: auxiliar y guardia de la fiscalía.
- Tlacuilo: escribano, redactor o notario.
- Tequihua: vocal de la Fiscalía.
- Tequipixqui: rezador.
- Tequipane: semanero, campanero.
- Tequitlahtol: encargado del trabajo comunal, llamado tequio.

Son empleados menores:

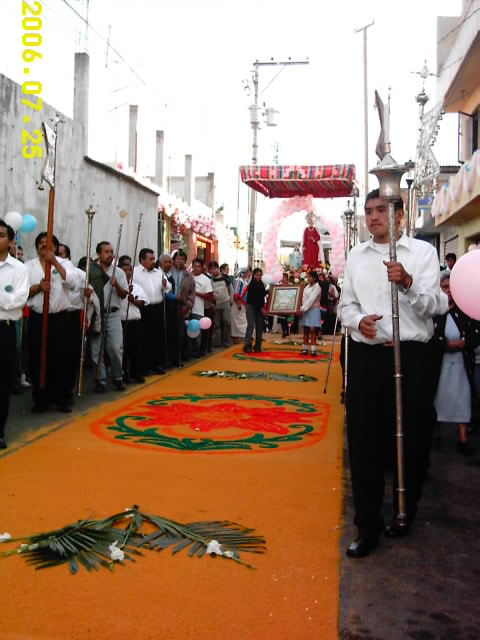
Fiscalía y cofradía con sus ornamentos o varas de mando.

- topiles: vigilantes o policías comunitarios.
- calpixqui: sacristán del templo.
- ayudantes del tepochcalli.[1]

### Cofradía
Como se ha dicho, la cofradía es la colectividad encargada del culto a una imagen. Para ello se encuentra articulada con la fiscalía, que es el órgano que las engloba a todas:
- Mayordomo: encargado de la veneración de una imagen (representación pictórica o escultórica del Santo Patrón de la Cofradía).
- Diputado: ayudante del mayordomo sobre el cual también recae la organización del culto de una imagen.

Para la celebración de las imágenes más importantes de Santa Ana Chiautempan se encuentran los mayordomos y diputados, distribuidos en 4 columnas, las cuales son:
- Niño Sentadito (imagen de Jesús Niño y de la Celebración de Corpus Christi).
- Niño Paradito (imagen del día de Corpus Christi).
- Nuestra Señora Santa Ana (Patrona del Pueblo).
- Nuestra Señora de la Candelaria o Candelita (Protectora de los Nuevos Mayordomos).

Los integrantes de la República del Fiscal y de la Cofradía ascienden poco a poco, desde el cargo más humilde, hasta llegar al de fiscal. Los cargos son desempeñados exclusivamente por varones. El fiscal es un hombre mayor (en algunas ocasiones se le conoce como huehue, castellanización de la palabra nahua para anciano), al que se le respeta y pide consejo cuando hay problemas o cuando se presenta una situación crítica (boda, nacimiento, funeral).
Cada año se escoge por votación y méritos personales a los integrantes de la cofradía y fiscalía. La toma de posesión para los puestos de la fiscalía es el 30 de diciembre. La cofradía se renueva el 2 de febrero. Además, el fiscal que descarga (dejaba el cargo) debía hacer el cargo de Mayordomo de San Joaquín (esposo de Santa Ana) para poder llegar al estatus de tiaxca.